# Messier 93
Messier 93 sau M93 este un roi de stele deschis, situat în constelația Pupa și care a fost descoperit în 1781 de Charles Messier. 
Se estimează că distanța pâna la acest roi de stele este de circa 3600 a.l. iar vârsta lui se estimează la 100 de milioane ani. El conține circa 80 de stele răspândite într-un spațiu stelar de aproximativ 10-12 a.l..